# Larisa Cercel
Larisa Cercel est une traductologue, germaniste et romaniste roumaine, influencée par la tradition herméneutique de la traductologie allemande.

## Publications

### Livres
- (avec Gabriel Cercel) Limba germană. Manual pentru clasa a X-a, Bucarest, Niculescu, 2001

- (avec Simona Pop) Limba germană. Manual pentru clasa a XI-a, Bucarest, Niculescu, 2001, ed. rev. 2006

- Limba germană. Manual pentru clasa a XII-a,  Bucarest, Niculescu, 2002

- (ed.) Übersetzung und Hermeneutik – Traduction et herméneutique, Bucarest, Zeta Books, 2009 (Zeta Series in Translation Studies 1)
- Übersetzungshermeneutik: historische und systematische Grundlegung, Saarbrücken, Röhrig Universitätsverlag, 2013

### Articles
- Hermeneutik des Übersetzens. Heidegger, Gadamer und die Translationswissenschaft, dans: Studia Phaenomenologica V (2005), p. 335-353

- Auf den Spuren einer verschütteten Evidenz: Übersetzen und Hermeneutik“, dans: Larisa Cercel (ed.): Übersetzung und Hermeneutik – Traduction et herméneutique, Bucarest, Zeta Books, 2009, p. 7-17

- Übersetzen als hermeneutischer Prozess. Fritz Paepcke und die Grundlagen der Übersetzungswissenschaft, dans: Larisa Cercel (ed.): Übersetzung und Hermeneutik – Traduction et herméneutique, Bucarest, Zeta Books, 2009, p. 331-357

### Traductions
- Hans-Georg Gadamer, Wahrheit und Methode, Mohr Siebeck, 1990 (Adevăr şi metodă, Teora, Bucarest, 2001) (avec Gabriel Cercel, Gabriel Kohn et Călin Petcana)

- Wolfram Klatt, Jean-Paul Vernon, Score allemand: testez votre niveau, Pocket, 1981 (Teste de limba germană, Niculescu, Bucarest, 2001)

- Jürgen Boelcke, Bernard Straub, Paul Thiele, Pratiquez l'allemand, Pocket, 1986 (Germana practică, Niculescu, Bucarest, 2002, 2e ed. 2006)

- Thérèse Buffard, Großer Lernwortschatz Französisch, Hueber, 1998 (Franceza tematică, Niculescu, Bucarest, 2004)

- Pascale Rousseau, Großer Anfängerkurs Französisch, Klett, 2000 (Invaţă singur limba franceză, Niculescu, Bucarest, 2007)

- André Scrima, „Orthodoxe und Katholiken. Ihre besondere Situation im Gespräch der christlichen Ökumene“, dans: Wort und Wahrheit, 2, 1967, p. 89-98 („Ortodocşi şi catolici. Situaţia lor specială în cadrul dialogului « oikumenei » creştine“ dans: André Scrima, Duhul Sfânt şi unitatea Bisericii. Jurnal de conciliu, hg. von Bogdan Tătaru-Cazaban, Anastasia, Bucarest, 2004, p. 89-106) (avec Gabriel Cercel)

- Karl-Markus Gauß, Die sterbenden Europäer, Zsolnay, 2002 (Europeni care se sting, Humanitas, Bucarest, 2006)

### Collections
Zeta Series in Translation Studies

### Publications en ligne
- Newsletter for Hermeneutics and Translation
- Auf den Spuren einer verschütteten Evidenz: Übersetzung und Hermeneutik